# Moord op Johannes Ledeboer

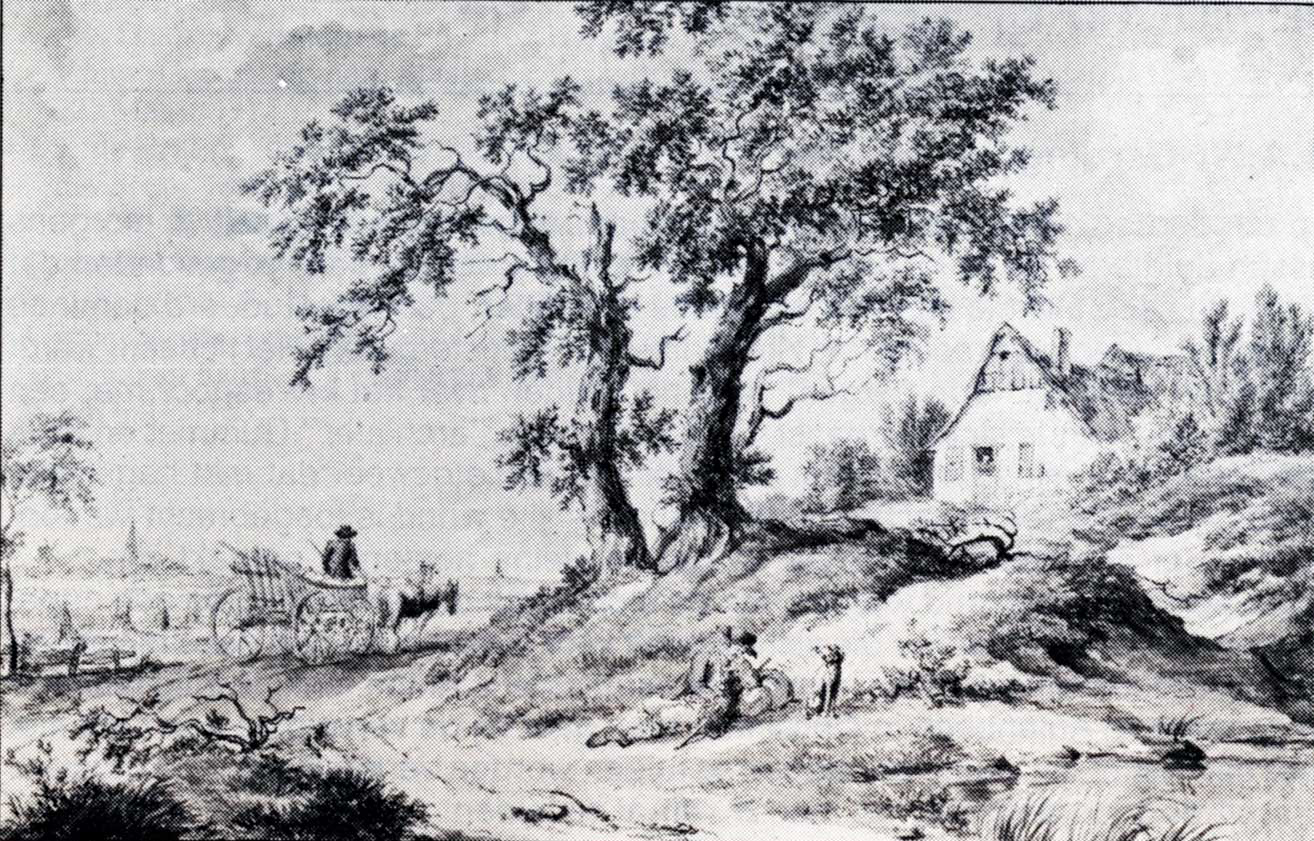
De oude zandweg tussen Zuidlaren en Anloo eind 18e eeuw (door Gerardus Wieringa)

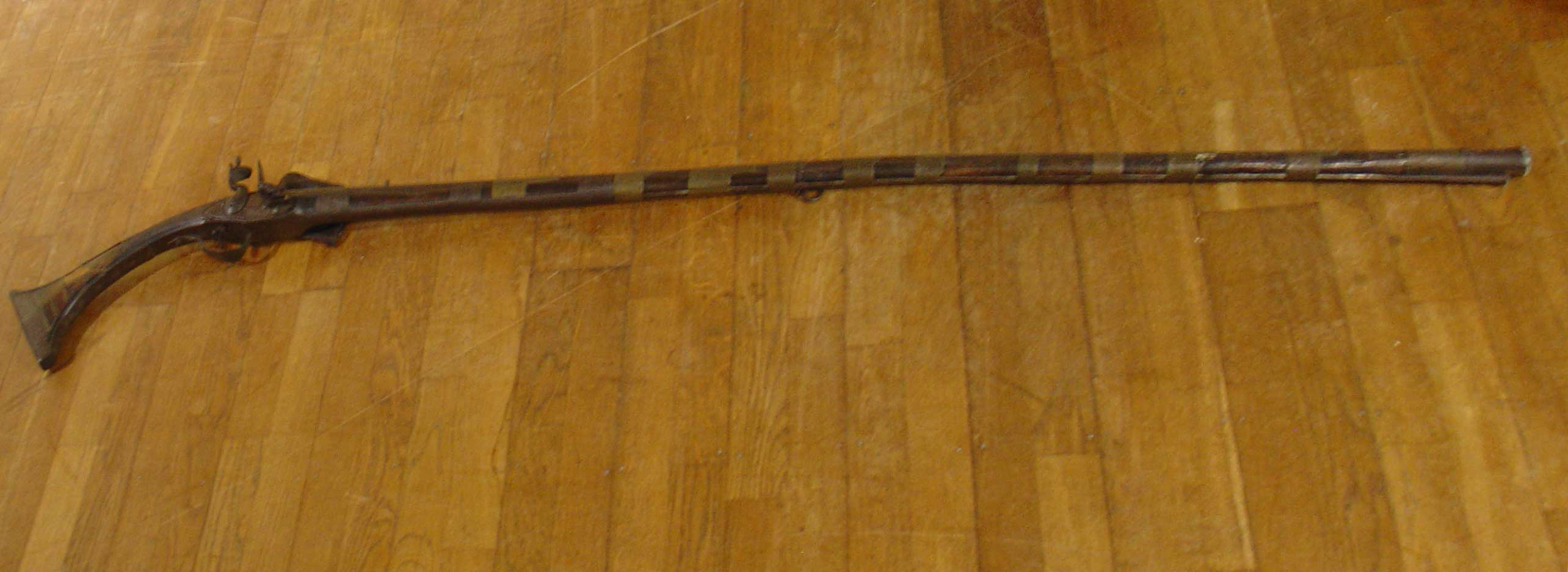
Het moordwapen van Anton Link, zoals dat bewaard wordt in het Drents Museum te Assen

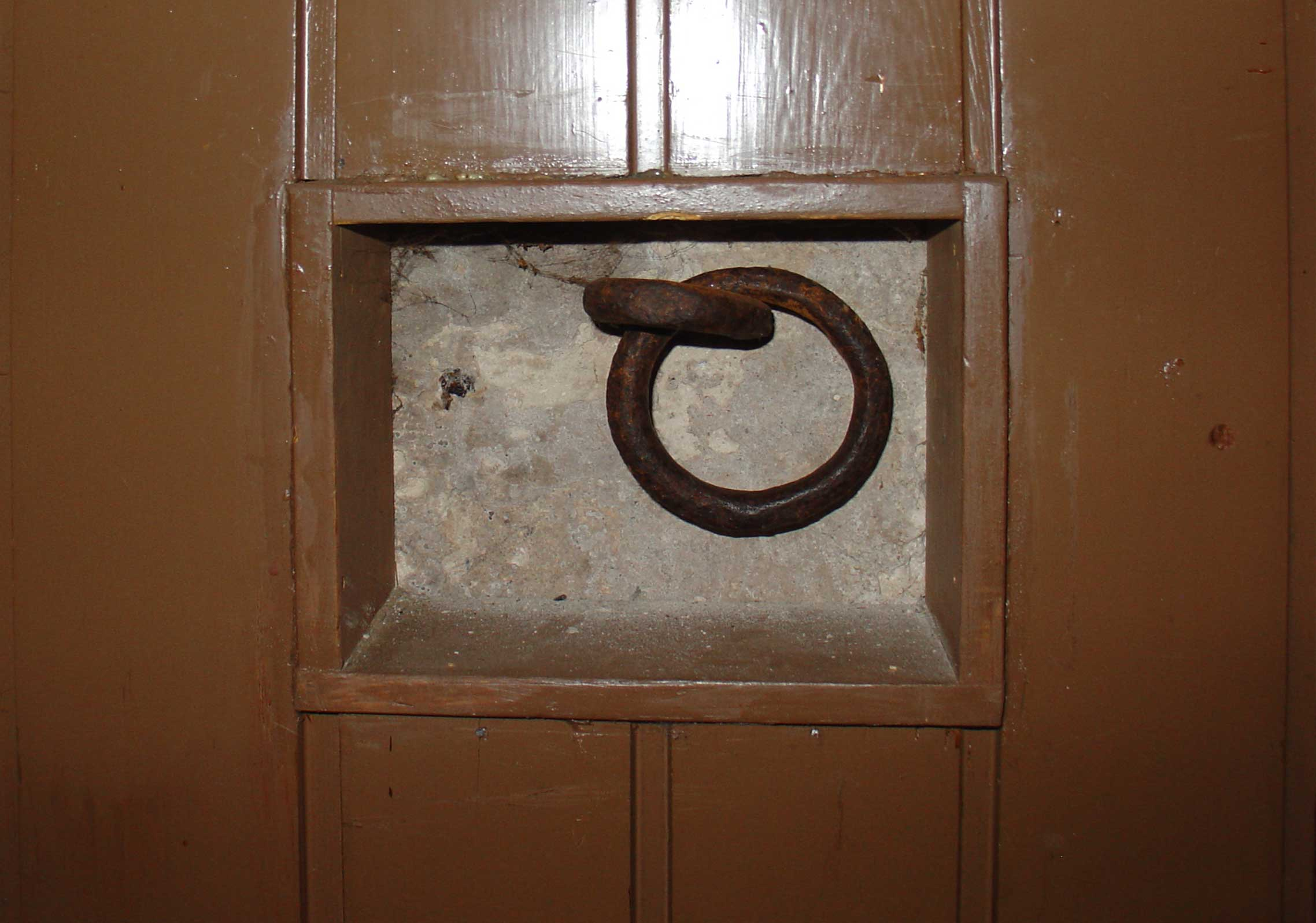
Ring in de herberg van Spijkerboor (thans café 't Keerpunt) waaraan de moordenaar Anton Link vastgeklonken zou zijn

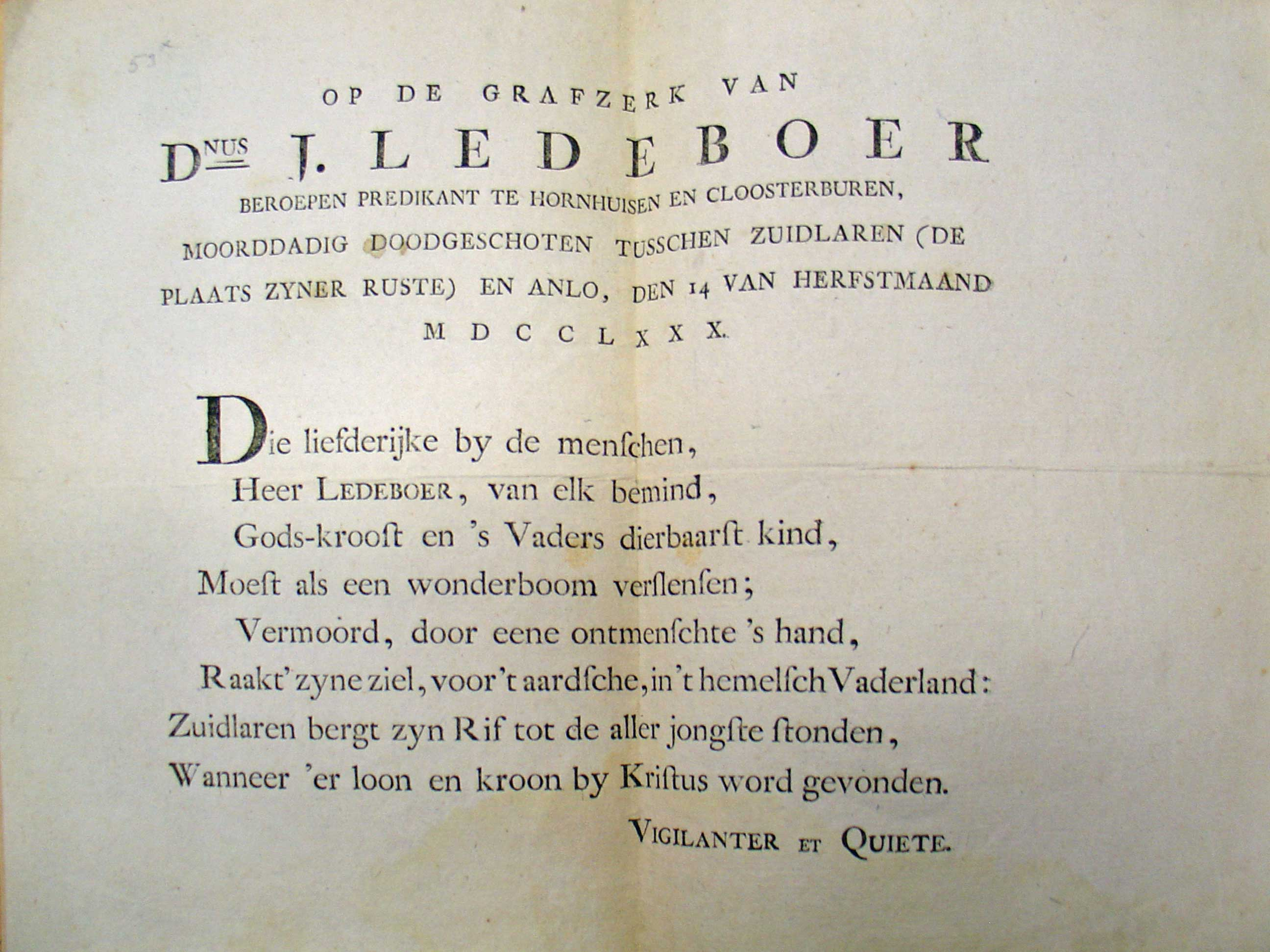
Op de grafzerk van dominee Johannes Ledeboer

De moord op Johannes Ledeboer, een Nederlands predikant, was een misdrijf in Schuilingsoord op 14 september 1780.

## Slachtoffer
Johannes Ledeboer, geboren in Schüttorf op 15 januari 1754 als zoon van de brouwer en burgemeester van Schüttorf Abraham Ledeboer (1711-1780) en Henrica Pott (1717-1779), studeerde evenals zijn grootvader van vaderskant theologie. Hij voltooide zijn studie in Groningen met lof en werd aldaar plaatsvervangend predikant. In 1780 werd hij beroepen te Kloosterburen en Hornhuizen in Groningen. Voordat hij tot predikant kon worden bevestigd maakte een moordaanslag een einde aan zijn leven.

## Moord in Schuilingsoord
Ledeboer, te paard op weg naar zijn vader in Enschede die ernstig ziek was, ontmoette in Zuidlaren de gedeserteerde soldaat Anton Link. Deze Link bood aan hem te vergezellen, omdat Ledeboer den weg niet zeer kundig was. Voorbij Zuidlaren op de weg naar Anloo, bij Schuilingsoord, schoot Link de jonge predikant dood en beroofde hem van zijn zilveren horloge en zijn geld. De moordenaar werd gegrepen door de plaatselijke bevolking en vastgezet in een herberg in Spijkerboor, vandaar werd hij weggevoerd naar Assen.

## Veroordeling en executie
Op 27 januari 1781 werd Anton Link door de Etstoel van Drenthe te Assen veroordeeld tot de doodstraf. De Etstoel baseerde zijn oordeel op een groot aantal getuigenverklaringen en bewijsstukken. Met deze veroordeling wilde de Etstoel een voorbeeld stellen om te laten zien dat moord op de publieke weg niet getolereerd kon en zou worden. Op 9 februari werd het vonnis publiekelijk aan Anton Link voorgelezen, waarna het vonnis daadwerkelijk werd voltrokken. Hij werd geradbraakt op het executieterrein buiten Assen. Vervolgens kreeg hij met het moordwapen, een Turks geweer met een achtkantige loop, een slag op het hart. Daarna werd zijn hoofd met een bijl door de scherprechter eraf geslagen en werd zijn hoofd en lichaam met het moordgeweer daartussen, ter afschrikking van boosdoeners, aan een paal gehecht.
Deze moord en de daarop volgende terechtstelling baarde veel opzien. Het verslag van het vonnis door Van Dörnberg Heiden, werd gedrukt in pamfletform en verspreid door het land.
Het moordwapen bevindt zich in het Drents Museum te Assen. De Drentse historicus M.A.W. Gerding plaatste in een artikel in "Ons Waardeel" vraagtekens of het wapen in het Drents Museum wel het echte moordwapen is geweest. Hans Hilbrands komt op basis van een vergelijking tussen de beschrijving van het wapen in de processtukken en het wapen in het museum tot de conclusie dat de snaphaan in het museum het authentieke moordwapen is.

## Op de grafzerk
Johannes Ledeboer werd begraven in Zuidlaren. Graf en grafzerk hebben de tand des tijds niet weten te doorstaan. Wel is een gedicht Op de grafzerk van Dnus J. Ledeboer bewaard gebleven (zie: afbeelding). Op 9 september 2017 is er alsnog een grafsteen geplaatst in de Dorpskerk van Zuidlaren. Tijdens de monumentendag is deze onthuld.
OP DE GRAFZERK VAN
Dnus J. LEDEBOER
BEROEPEN PREDIKANT TE HORNHUISEN EN CLOOSTERBUREN,
MOORDDADIG DOODGESCHOTEN TUSSCHEN ZUIDLAREN (DE
PLAATS ZYNER RUSTE) EN ANLO, DEN 14 VAN HERFSTMAAND
MDCCLXXX

Die liefderijke by de menschen
Heer LEDEBOER, van elk bemind,
Gods-kroost en ‘s Vaders dierbaarst kind,
Moest als een wonderboom verflensen;
Vermoord, door eene ontmenschte’s hand,
Raakt’ zyne ziel, voor ‘t aardsche, in ‘t hemelsch Vaderland:
Zuidlaren bergt zijn Rif tot de aller jongste stonden,
Wanneer ‘er loon en kroon bij Kristus word gevonden

VIGILANTER ET QUIETE

## Roman
In september 2010 verscheen De Slag op het Hart, een documentaire-roman van Trude Evers over het proces tegen Anton Link.